# When It Was Dark

When It Was Dark: The Story of a Great Conspiracy (Quand il faisait sombre : l'histoire d'une grande conspiration) est un roman à succès de 1903 de l'auteur anglais Guy Thorne. Il décrit comment un complot chargé de détruire le christianisme en réfutant la résurrection du Christ, conduit à une confusion morale et au chaos dans le monde, jusqu'à sa dénonciation,.
Le titre est une subtile référence au verset 20:1 de l'Évangile selon Jean : « Le premier jour de la semaine, Marie de Magdala se rendit au sépulcre dès le matin, comme il faisait encore obscur ; et elle vit que la pierre était ôtée du sépulcre », qui décrit la constatation de Marie de Magdala de l'absence du corps du Christ dans le sépulcre. Le livre obtient un très grand succès, mais a été critiqué comme antisémite.

## Synopsis du complot
Un riche et puissant Juif anglais, Constantine Schaube, connu comme adversaire du clergé chrétien, complote de détruire le christianisme en réfutant la résurrection de Jésus-Christ. Il exploite la situation financière de l'expert biblique anglais, Sir Robert Llewelyn, et le contraint à tracer une inscription sur l'entrée d'une ancienne tombe. Cette inscription, supposée avoir été écrite par Joseph d'Arimathie, indique qu'il a pris le corps du Christ après sa mort et l'a caché ici.
Il s'ensuit un déclin de la moralité dans le monde, avant que le complot ne soit découvert, présageant de l'état du monde en l'absence de la religion du Christ.

## Réaction
Après sa publication, l'évêque de Londres prêcha dans l'abbaye de Westminster en se référant au livre. Le désignant comme « une remarquable œuvre de fiction », il dit dépeindre « comment serait le monde si la résurrection était considérée comme une gigantesque escroquerie…vous sentez les ténèbres recouvrant le monde, vous voyez… le crime et la violence augmenter partout dans le monde. Quand vous sentez comment les ténèbres s'installent dans l'âme humaine, en prenant la croyance chrétienne pour une fable, alors vous mettez fin à cela avec une action de grâce adéquate et remerciez Dieu de sa lumière »
When It Was Dark a été critiqué comme antisémite pour son stéréotypage des Juifs et pour les avoir décrits comme ayant l'intention de détruire ce que Thorne pense être l'élément le plus précieux de la vie anglaise, la foi chrétienne et les valeurs spirituelles qui lui sont associées.

## Influence en France
Le livre a été un succès en Angleterre et dans les pays de langue anglaise. Il ne semble pas avoir été fait une traduction en français du roman. Lors de la mort de  Guy Thorne, le journal Le Gaulois publie une nécrologie de l'auteur en mentionnant le succès de ce livre :
«  Nous avons le regret d'apprendre que M. Ronger Gull en littérature Guy 
Thorne est décédé avant-hier. Cette mort du romancier bien connu met en deuil les lettres britanniques, où Guy Thorne, depuis longtemps déjà, tenait une place brillante. 
 Les dépêches qui nous ont apporté la mauvaise nouvelle ont eu soin de rappeler l'immense succès dans tous les pays de langue anglaise du livre intitulé When it was dark (« Quand il faisait noir »), paru il y a une vingtaine d'années. Le thème de cet ouvrage était original. Le romancier supposait qu'un millionnaire impie avait la diabolique idée de demander à un éminent. archéologue de falsifier en Palestine des documents récemment découverts et d'établir, par des truquages péremptoires que le Christ n'était jamais ressuscité. Le savant se laissait tenter par l'or du millionnaire. 

Rapidement 500 000 exemplaires de When it was dark furent vendus, et l'on parlait tant et tant de ce roman et il occupait à un tel point les esprits que les clergymen prenaient son sujet pour texte de leurs allocutions.
 Les lecteurs du Gaulois s'associeront, nous en sommes convaincus, à l'hommage que nous rendons au talent de Guy Thorne.  »

## Adaptation cinématographique
En 1919 le roman fait l'objet d'une adaptation muette au cinéma, dirigée par Arrigo Bocchi.